# Giải bóng đá Hạng Ba Quốc gia 2023
Giải bóng đá Hạng Ba Quốc gia 2023 là mùa giải thứ 18 của giải bóng đá hạng thấp nhất thuộc hệ thống các giải bóng đá Việt Nam (sau V.League 1, V.League 2 và Giải Hạng Nhì) do VFF tổ chức hàng năm. Giải diễn ra từ ngày 21 tháng 10 đến ngày 11 tháng 11 năm 2023.

## Thay đổi đội bóng
Danh sách các đội bóng có sự thay đổi so với mùa giải 2022.

### Đến giải Hạng Ba
Đội bóng mới
- Định Hướng Phú Nhuận
- Trẻ Hoàng Anh Gia Lai
- Trẻ Becamex Bình Dương
- Cần Thơ

Xuống hạng từ Hạng Nhì Quốc gia 2022
- Kon Tum

### Rời giải Hạng Ba
Thăng hạng lên giải Hạng Nhì 2023
- Dugong Kiên Giang
- Luxury Hạ Long

### Không tham dự, bị cấm hoặc rút lui
Không tham dự mùa giải này
- Trẻ Sông Lam Nghệ An
- Học viện Nutifood
- Bến Tre
- Trẻ Long An
- Cung Đình Tháp
- Trẻ Cần Thơ

### Đổỉ tên
Vị Trí Vàng Kon Tum đổi tên thành Kon Tum.

## Các đội bóng tham dự và điều lệ giải

### Các đội bóng tham dự giải
Giải bóng đá Hạng Ba Quốc gia 2023 có 10 đội tham dự gồm: An Giang; Định Hướng Phú Nhuận; Cần Thơ; Trẻ Công an Hà Nội; Trẻ Hà Nội; Trẻ Hoàng Anh Gia Lai; Kon Tum; Phú Yên; Trẻ Becamex Bình Dương; Tây Ninh.

### Thay đổi điều lệ
Trong mùa giải này, có 10 Đội bóng chia làm hai bảng ở vòng loại, Bảng A gồm 5 đội và bảng B gồm 5 đội, chia theo khu vực địa lý. Bảng A sẽ thi đấu tại Sân vận động Thanh Trì, Hà Nội. Bảng B sẽ thi đấu tại Sân vận động Phú Nhuận, Thành phố Hồ Chí Minh. Các Đội bóng thi đấu theo thể thức vòng tròn hai lượt tập trung để tính điểm, xếp hạng ở mỗi bảng. Hai đội xếp thứ nhất và thứ nhì tại mỗi bảng sẽ giành quyền tham dự tại Giải bóng đá Hạng Nhì Quốc gia 2024.

#### Cách tính điểm, xếp hạng
Các tính điểm:
- Đội thắng: 3 điểm
- Đội hoà: 1 điểm
- Đội thua: 0 điểm

Tính tổng số điểm của các Đội đạt được để xếp thứ hạng. Nếu có từ hai Đội trở lên bằng điểm nhau, thứ hạng các Đội sẽ được xác định như sau: trước hết sẽ tính kết quả của các trận đấu giữa các Đội đó với nhau theo thứ tự:
- Tổng số điểm.
- Hiệu số của tổng số bàn thắng trừ tổng số bàn thua.
- Tổng số bàn thắng.
- Tổng số bàn thắng trên sân đối phương

Đội nào có chỉ số cao hơn sẽ xếp trên Trường hợp các chỉ số trên bằng nhau, Ban tổ chức sẽ tiếp tục xét các chỉ số của tất cả các trận đấu trong giải theo thứ tự:
- Hiệu số của tổng số bàn thắng trừ tổng số bàn thua.
- Tổng số bàn thắng.
- Tổng số bàn thắng trên sân đối phương.

Đội nào có chỉ số cao hơn sẽ xếp trên.
Nếu các chỉ số vẫn bằng nhau, Ban tổ chức sẽ tổ chức bốc thăm để xác định thứ hạng của các Đội trong bảng (trong trường hợp chỉ có hai Đội có các chỉ số trên bằng nhau và còn thi đấu trên sân thì sẽ tiếp tục thi đá luân lưu 11m để xác định Đội xếp trên).

## Bốc thăm xếp lịch thi đấu
Lễ bốc thăm xếp lịch của giải đã được diễn ra tại trụ sở Liên đoàn bóng đá Việt Nam với hình thức trực tuyến vào ngày 06/10/2023.

### Mã số thi đấu các đội
| Mã số | Đội                   |
| ----- | --------------------- |
| A1    | Kon Tum               |
| A2    | Trẻ Hoàng Anh Gia Lai |
| A3    | Phú Yên               |
| A4    | Trẻ Hà Nội            |
| A5    | Trẻ Công an Hà Nội    |

| Mã số | Đội                    |
| ----- | ---------------------- |
| B1    | An Giang               |
| B2    | Định Hướng Phú Nhuận   |
| B3    | Cần Thơ                |
| B4    | Trẻ Becamex Bình Dương |
| B5    | Tây Ninh               |

## Bảng A

### Bảng xếp hạng
| VT | Đội                   | ST | T | H | B | BT | BB | HS  | Đ  | Giành quyền tham dự                                |     | KTF | HNF | PYF | HAGL | CAHN |
| -- | --------------------- | -- | - | - | - | -- | -- | --- | -- | -------------------------------------------------- | --- | --- | --- | --- | ---- | ---- |
| 1  | Kon Tum (P, C)        | 8  | 7 | 1 | 0 | 25 | 9  | +16 | 22 | Thăng hạng lên Giải bóng đá Hạng Nhì Quốc gia 2024 |     | —   | 1–1 | 1–0 | 9–2  | 2–1  |
| 2  | Trẻ Hà Nội (P)        | 8  | 5 | 2 | 1 | 15 | 6  | +9  | 17 | Thăng hạng lên Giải bóng đá Hạng Nhì Quốc gia 2024 |     | 0–2 | —   | 1–1 | 3–1  | 1–0  |
| 3  | Phú Yên               | 8  | 1 | 3 | 4 | 9  | 15 | −6  | 6  |                                                    |     | 0–2 | 0–3 | —   | 1–2  | 2–2  |
| 4  | Trẻ Hoàng Anh Gia Lai | 8  | 2 | 0 | 6 | 10 | 26 | −16 | 6  |                                                    | 2–3 | 0–4 | 2–3 | —   | 1–0  |      |
| 5  | Trẻ Công an Hà Nội    | 8  | 1 | 2 | 5 | 12 | 15 | −3  | 5  |                                                    | 3–5 | 1–2 | 2–2 | 3–0 | —    |      |

### Lịch thi đấu

#### Vòng 1
| 21 tháng 10 năm 2023 | Trẻ Hoàng Anh Gia Lai                                                                                | 1–0                                       | Trẻ Công an Hà Nội                                                                                  | Thanh Trì, Hà Nội                                 |  |
| 14:30                | - Nguyễn Bảo Đức 11' - Cao Văn Lai 61' - Hồ Hải Long 78' - Nguyễn Tiến Nam 83' - Nguyễn Vũ Khang 90' | Chi tiết VFF Channel, FB VFF, Tik Tok VFF | - Trần Đức Bình 24' - Nguyễn Hiền Lương 43' - Giang Đức Quyền 55' - HLV trưởng Phạm Quang Thành 78' | Sân vận động: Thanh Trì Trọng tài: Lê Quang Cường |  |

| 21 tháng 10 năm 2023 | Kon Tum                                   | 1–0                                       | Phú Yên | Thanh Trì, Hà Nội                                   |  |
| 16:30                | - Võ Tiến Thắng 12' - Võ Hoàng Uy 81' 87' | Chi tiết VFF Channel, FB VFF, Tik Tok VFF |         | Sân vận động: Thanh Trì Trọng tài: Nguyễn Hồng Phúc |  |

#### Vòng 2
| 23 tháng 10 năm 2023 | Trẻ Công an Hà Nội                                                                                 | 3–5                                       | Kon Tum                                                                         | Thanh Trì, Hà Nội                              |  |
| 14:30                | - Nguyễn Hiền Lương 29' - Hồ Viết Mạnh 35' (l.n.) - Hà Trọng Tuyên 42' 90+3' - Trần Ngọc Khánh 66' | Chi tiết VFF Channel, FB VFF, Tik Tok VFF | - Phan Duy Hào 13', 26' 12' - Nguyễn Minh Tâm 69', 84' - Nguyễn Quang Lực 90+5' | Sân vận động: Thanh Trì Trọng tài: Hà Văn Thức |  |

| 23 tháng 10 năm 2023 | Trẻ Hà Nội                                                     | 3–1      | Trẻ Hoàng Anh Gia Lai               | Thanh Trì, Hà Nội                                   |  |
| 16:30                | - Lê Trí Phong 16' - Nguyễn Cảnh Tài 48' - Hoàng Văn Tuyến 53' | Chi tiết | - Nguyễn Bảo Đức 1' - Brôn A Lư 22' | Sân vận động: Thanh Trì Trọng tài: Nguyễn Hồng Quốc |  |

#### Vòng 3
| 26 tháng 10 năm 2023 | Trẻ Hoàng Anh Gia Lai                                                           | 2–3      | Phú Yên                                                                        | Thanh Trì, Hà Nội                              |  |
| 14:30                | - Cao Văn Lai 51' 90' - Đinh Thế Trung 42' - Trần Đắc Lộc 57' - B rôn A Lưi 66' | Chi tiết | - K Phú 10' - Trần Văn Sơn 30', 74' - Trần Văn Sơn 89' - Nguyễn Thành Vinh 90' | Sân vận động: Thanh Trì Trọng tài: Vũ Văn Điển |  |

| 26 tháng 10 năm 2023 | Trẻ Công an Hà Nội                                                  | 1–2                                       | Trẻ Hà Nội                                | Thanh Trì, Hà Nội                                   |  |
| 16:30                | - Nguyễn Hiền Lương 42' - Nguyễn Đình Trí Đức 82' - Lê Hoàng An 90' | Chi tiết VFF Channel, FB VFF, Tik Tok VFF | - Đặng Tuấn Minh 73' - Lê Trí Phong 90+3' | Sân vận động: Thanh Trì Trọng tài: Nguyễn Hồng Phúc |  |

#### Vòng 4
| 29 tháng 10 năm 2023 | Trẻ Hà Nội | 0–2                                       | Kon Tum | Thanh Trì, Hà Nội       |  |
| 14:30                |            | Chi tiết VFF Channel, FB VFF, Tik Tok VFF |         | Sân vận động: Thanh Trì |  |

| 29 tháng 10 năm 2023 | Phú Yên | 2–2      | Trẻ Công an Hà Nội | Thanh Trì, Hà Nội       |  |
| 16:30                |         | Chi tiết |                    | Sân vận động: Thanh Trì |  |

#### Vòng 5
| 31 tháng 10 năm 2023 | Phú Yên | 0–3                                       | Trẻ Hà Nội | Thanh Trì, Hà Nội       |  |
| 14:30                |         | Chi tiết VFF Channel, FB VFF, Tik Tok VFF |            | Sân vận động: Thanh Trì |  |

| 31 tháng 10 năm 2023 | Trẻ Hoàng Anh Gia Lai | 2–9                                       | Kon Tum | Thanh Trì, Hà Nội       |  |
| 16:30                |                       | Chi tiết VFF Channel, FB VFF, Tik Tok VFF |         | Sân vận động: Thanh Trì |  |

#### Vòng 6
| 03 tháng 11 năm 2023 | Phú Yên | 0–2                                       | Kon Tum | Thanh Trì, Hà Nội       |  |
| 14:30                |         | Chi tiết VFF Channel, FB VFF, Tik Tok VFF |         | Sân vận động: Thanh Trì |  |

| 03 tháng 11 năm 2023 | Trẻ Công an Hà Nội | 3–0      | Trẻ Hoàng Anh Gia Lai | Thanh Trì, Hà Nội       |  |
| 16:30                |                    | Chi tiết |                       | Sân vận động: Thanh Trì |  |

#### Vòng 7
| 05 tháng 11 năm 2023 | Trẻ Hoàng Anh Gia Lai | 0–4      | Trẻ Hà Nội | Thanh Trì, Hà Nội       |  |
| 14:30                |                       | Chi tiết |            | Sân vận động: Thanh Trì |  |

| 05 tháng 11 năm 2023 | Kon Tum | 2–1                                       | Trẻ Công an Hà Nội | Thanh Trì, Hà Nội       |  |
| 16:30                |         | Chi tiết VFF Channel, FB VFF, Tik Tok VFF |                    | Sân vận động: Thanh Trì |  |

#### Vòng 8
| 08 tháng 11 năm 2023 | Trẻ Hà Nội | 1–0      | Trẻ Công an Hà Nội | Thanh Trì, Hà Nội       |  |
| 14:30                |            | Chi tiết |                    | Sân vận động: Thanh Trì |  |

| 08 tháng 11 năm 2023 | Phú Yên | 1–2      | Trẻ Hoàng Anh Gia Lai | Thanh Trì, Hà Nội       |  |
| 16:30                |         | Chi tiết |                       | Sân vận động: Thanh Trì |  |

#### Vòng 9
| 11 tháng 11 năm 2023 | Trẻ Công an Hà Nội | 2–2      | Phú Yên | Thanh Trì, Hà Nội       |  |
| 14:30                |                    | Chi tiết |         | Sân vận động: Thanh Trì |  |

| 11 tháng 11 năm 2023 | Kon Tum | 1–1                                       | Trẻ Hà Nội | Thanh Trì, Hà Nội       |  |
| 16:30                |         | Chi tiết VFF Channel, FB VFF, Tik Tok VFF |            | Sân vận động: Thanh Trì |  |

#### Vòng 10
| 13 tháng 11 năm 2023 | Trẻ Hoàng Anh Gia Lai | 2–3                                       | Kon Tum | Thanh Trì, Hà Nội       |  |
| 14:30                |                       | Chi tiết VFF Channel, FB VFF, Tik Tok VFF |         | Sân vận động: Thanh Trì |  |

| 13 tháng 11 năm 2023 | Trẻ Hà Nội | 1–1      | Phú Yên | Thanh Trì, Hà Nội       |  |
| 16:30                |            | Chi tiết |         | Sân vận động: Thanh Trì |  |

## Bảng B

### Bảng xếp hạng
| VT | Đội                         | ST | T | H | B | BT | BB | HS  | Đ  | Giành quyền tham dự                                |     | DPN | AGF | TNF | CTF | TBD |
| -- | --------------------------- | -- | - | - | - | -- | -- | --- | -- | -------------------------------------------------- | --- | --- | --- | --- | --- | --- |
| 1  | Định Hướng Phú Nhuận (P, C) | 8  | 5 | 2 | 1 | 15 | 5  | +10 | 17 | Thăng hạng lên Giải bóng đá Hạng Nhì Quốc gia 2024 |     | —   | 1–0 | 1–1 | 1–0 | 5–0 |
| 2  | An Giang (P)                | 8  | 4 | 2 | 2 | 11 | 6  | +5  | 14 | Thăng hạng lên Giải bóng đá Hạng Nhì Quốc gia 2024 |     | 0–0 | —   | 3–1 | 1–1 | 2–1 |
| 3  | Tây Ninh                    | 8  | 3 | 2 | 3 | 8  | 13 | −5  | 11 |                                                    |     | 0–2 | 1–0 | —   | 0–5 | 2–1 |
| 4  | Cần Thơ                     | 8  | 1 | 4 | 3 | 13 | 13 | 0   | 7  |                                                    | 2–4 | 0–2 | 1–1 | —   | 1–1 |     |
| 5  | Trẻ Becamex Bình Dương      | 8  | 1 | 2 | 5 | 9  | 19 | −10 | 5  |                                                    | 2–1 | 1–3 | 0–2 | 3–3 | —   |     |

### Lịch thi đấu

#### Vòng 1
| 21 tháng 10 năm 2023 | Tây Ninh                        | 1–0                                       | An Giang             | Phú Nhuận, T.p Hồ Chí Minh                       |  |
| 13:30                | - A Vũ 76' - Phạm Thế Văn 90+5' | Chi tiết VFF Channel, FB VFF, Tik Tok VFF | - Nguyễn Trí Tân 21' | Sân vận động: Phú Nhuận Trọng tài: Võ Hồng Thắng |  |

| 21 tháng 10 năm 2023 | Cần Thơ                                                                                                   | 2–4                                       | Định Hướng Phú Nhuận                                                           | Phú Nhuận, T.p Hồ Chí Minh                       |  |
| 15:30                | - Lê Huỳnh Thanh Hiếu 14' - Phạm Thành Danh 32' - Lê Hoàng Tỷ 36' - Phạm Đăng Quý 79' - Võ Anh Quốc 90+2' | Chi tiết VFF Channel, FB VFF, Tik Tok VFF | - Phạm Đăng Quý 29', 45+2' - Huỳnh Kesley Alves 76', 90' - Hồ Trường Khang 85' | Sân vận động: Phú Nhuận Trọng tài: Trần Văn Khỏe |  |

#### Vòng 2
| 23 tháng 10 năm 2023 | An Giang                                | 1–1      | Cần Thơ                                                                                             | Phú Nhuận, T.p Hồ Chí Minh                          |  |
| 13:30                | - Phạm Quốc Việt 22' - Lâm Hải Đăng 88' | Chi tiết | - Lê Hoàng Tỷ 9' - Trương Phú Quý 45' - Trần Thành Hiệp 77' - Lê Nhật Hào 78' - Nguyễn Hữu Luân 84' | Sân vận động: Phú Nhuận Trọng tài: Nguyễn Hồng Quốc |  |

| 23 tháng 10 năm 2023 | Trẻ Becamex Bình Dương | 0–2      | Tây Ninh                                                             | Phú Nhuận, T.p Hồ Chí Minh                      |  |
| 15:30                |                        | Chi tiết | - Nguyễn Quốc Đại 31' - Trương Đan Huy 32' 54' - Phan Thanh Sang 40' | Sân vận động: Phú Nhuận Trọng tài: Tạ Thanh Huy |  |

#### Vòng 3
| 26 tháng 10 năm 2023 | Tây Ninh                                 | 0–2                                       | Định Hướng Phú Nhuận                                                                           | Phú Nhuận, T.p Hồ Chí Minh                          |  |
| 13:30                | - Trương Đan Huy 36' - Cao Hoàng Hải 72' | Chi tiết VFF Channel, FB VFF, Tik Tok VFF | - Đỗ Hữu Minh Quang 5' - Nguyễn Hoàng Quân 60' - Đỗ Hữu Minh Quang 86' - Đinh Kiên Trung 90+2' | Sân vận động: Phú Nhuận Trọng tài: Nguyễn Hồng Quốc |  |

| 26 tháng 10 năm 2023 | An Giang | 2–1      | Trẻ Becamex Bình Dương | Phú Nhuận, T.p Hồ Chí Minh                    |  |
| 15:30                | - Phạm Quốc Việt 28' - HLV Nguyễn Hồ Nhật Tiến 35' - Dương Tuấn Kiệt 66' - Hồ Sĩ Quý 90+5' - Trương Văn Dư 90+6' - Khưu Thượng Phúc 90+6' | Chi tiết | - Nguyễn Đức Thành 78' | Sân vận động: Phú Nhuận Trọng tài: Vũ Mạnh Hà |  |

#### Vòng 4
| 29 tháng 10 năm 2023 | Trẻ Becamex Bình Dương | 3–3      | Cần Thơ | Phú Nhuận, T.p Hồ Chí Minh |  |
| 13:30                |                        | Chi tiết |         | Sân vận động: Phú Nhuận    |  |

| 29 tháng 10 năm 2023 | Định Hướng Phú Nhuận | 1–0      | An Giang | Phú Nhuận, T.p Hồ Chí Minh |  |
| 15:30                |                      | Chi tiết |          | Sân vận động: Phú Nhuận    |  |

#### Vòng 5
| 31 tháng 10 năm 2023 | Định Hướng Phú Nhuận | 5–0                                       | Trẻ Becamex Bình Dương | Phú Nhuận, T.p Hồ Chí Minh |  |
| 13:30                |                      | Chi tiết VFF Channel, FB VFF, Tik Tok VFF |                        | Sân vận động: Phú Nhuận    |  |

| 31 tháng 10 năm 2023 | Cần Thơ | 1–1      | Tây Ninh | Phú Nhuận, T.p Hồ Chí Minh |  |
| 15:30                |         | Chi tiết |          | Sân vận động: Phú Nhuận    |  |

#### Vòng 6
| 03 tháng 11 năm 2023 | Định Hướng Phú Nhuận | 1–0      | Cần Thơ | Phú Nhuận, T.p Hồ Chí Minh |  |
| 13:30                |                      | Chi tiết |         | Sân vận động: Phú Nhuận    |  |

| 03 tháng 11 năm 2023 | An Giang | 3–1      | Tây Ninh | Phú Nhuận, T.p Hồ Chí Minh |  |
| 15:30                |          | Chi tiết |          | Sân vận động: Phú Nhuận    |  |

#### Vòng 7
| 05 tháng 11 năm 2023 | Tây Ninh | 2–1      | Trẻ Becamex Bình Dương | Phú Nhuận, T.p Hồ Chí Minh |  |
| 13:30                |          | Chi tiết |                        | Sân vận động: Phú Nhuận    |  |

| 05 tháng 11 năm 2023 | Cần Thơ | 0–2                                       | An Giang | Phú Nhuận, T.p Hồ Chí Minh |  |
| 15:30                |         | Chi tiết VFF Channel, FB VFF, Tik Tok VFF |          | Sân vận động: Phú Nhuận    |  |

#### Vòng 8
| 08 tháng 11 năm 2023 | Trẻ Becamex Bình Dương | 1–3      | An Giang | Phú Nhuận, T.p Hồ Chí Minh |  |
| 13:30                |                        | Chi tiết |          | Sân vận động: Phú Nhuận    |  |

| 08 tháng 11 năm 2023 | Định Hướng Phú Nhuận | 1–1      | Tây Ninh | Phú Nhuận, T.p Hồ Chí Minh |  |
| 15:30                |                      | Chi tiết |          | Sân vận động: Phú Nhuận    |  |

#### Vòng 9
| 11 tháng 11 năm 2023 | An Giang | 0–0                                       | Định Hướng Phú Nhuận | Phú Nhuận, T.p Hồ Chí Minh |  |
| 13:30                |          | Chi tiết VFF Channel, FB VFF, Tik Tok VFF |                      | Sân vận động: Phú Nhuận    |  |

| 11 tháng 11 năm 2023 | Cần Thơ | 1–1      | Trẻ Becamex Bình Dương | Phú Nhuận, T.p Hồ Chí Minh |  |
| 15:30                |         | Chi tiết |                        | Sân vận động: Phú Nhuận    |  |

#### Vòng 10
| 13 tháng 11 năm 2023 | Trẻ Becamex Bình Dương | 2–1                                       | Định Hướng Phú Nhuận | Phú Nhuận, T.p Hồ Chí Minh |  |
| 13:00                |                        | Chi tiết VFF Channel, FB VFF, Tik Tok VFF |                      | Sân vận động: Phú Nhuận    |  |

| 13 tháng 11 năm 2023 | Tây Ninh | 0–5      | Cần Thơ | Phú Nhuận, T.p Hồ Chí Minh |  |
| 15:30                |          | Chi tiết |         | Sân vận động: Phú Nhuận    |  |